# Brenda Song
Brenda Song (27. ožujka 1988.), američka glumica, pjevačica, plesačica i model. Slavu je stekla u seriji The Suite Life of Zack & Cody gdje tumači ulogu London Tipton,koja je bogata i zanosna.